# حذف پایانی
حذف پایانی (انگلیسی: Apocope) اصطلاحی است در واج‌شناسی که به از دست رفتن (حذف) یک واکه در انتهای کلمه گفته می‌شود. در معنای گسترده‌تر، این اصطلاح می‌تواند به از دست رفتن هر صدایی در پایان کلمه (شامل همخوان‌ها) اشاره داشته باشد.